# Geminio Ognio
Geminio Ognio (Recco, 13 dicembre 1917 – Roma, 28 ottobre 1990) è stato un pallanuotista e nuotatore italiano, vincitore di una medaglia d'oro all'olimpiade di Londra 1948 ed una di bronzo a Helsinki 1952. Inizia la carriera con la Pro Recco, continua alla RN Camogli, per poi diventare una bandiera della Lazio, con la quale conquisterà lo scudetto nel 1945 (titolo che sarà riconosciuto dalla Federazione Italiana Nuoto solo nel 2021. Nel 1953 è allenatore della Roma, guidandola al primo titolo di campione d'Italia della sua storia.

## Palmarès

### Palmarès da pallanuotista
- Giochi olimpici

1948 Londra -  Regno Unito:  Oro, 6 vittorie e 1 pareggio
1952 Helsinki -  Finlandia:  Bronzo, 6 vittorie e 2 sconfitte
- Campionati europei

1938 Londra -  Regno Unito: 5º, 2 vittorie, 1 pareggio e 3 sconfitte
1947 Montecarlo -  Monaco:  Oro, 3 vittorie e 2 pareggi
1950 Vienna -  Austria:  4º in classifica finale, 3 vittorie e 3 sconfitte

### Palmarès da nuotatore

#### Campionati italiani
3 titoli individuali e 2 in staffette, così ripartiti:
- 1 nei 400 m stile libero
- 2 nei 1500 m dorso
- 2 nella staffetta 4 x 200 m stile libero

| Anno | Edizione | 400 m st. libero | 1500 m st. libero | 4x200 m st. libero |
| ---- | -------- | ---------------- | ----------------- | ------------------ |
| 1939 | Estivi   | -                | 1                 | -                  |
| 1940 | Estivi   | 1                | 1                 | 1                  |
| 1942 | Estivi   | -                | 3                 | 2                  |
| 1945 | Estivi   | -                | -                 | 1                  |